# أم صدة
أم صدة، منطقة من مناطق محافظة العاصمة في الكويت. سمي بهذا الاسم لأنه حي مغلق وليس له إلا مدخل واحد.

## الفرق بين المصدة و أم صدة
- أم صدة: حي (فريج) من فرجان المرقاب وفي شمال المرقاب. سمي بهذا الاسم لأن له مدخل واحد فقط.
- المصدة فهي المنطقة الواقعة أقصى جنوب المرقاب وملازمة للسور القديم المزال وتحديدا من بوابة الشعب حتى بوابة الشامية. وسميت المصده لصدودها عن البر والمدينة. فقد حجبها السور عن الرؤية خارجه وبتعدت عن منازل المدينة في المرقاب.[1]